# Werner von Fichte
Werner von Fichte (* 4. Mai 1896 in Kassel; † 20. Juni 1955 in München) war ein deutscher SA-Führer, Polizeipräsident und Schriftsteller.

## Leben
Fichte war ein Ururenkel des Philosophen Johann Gottlieb Fichte. Seine Eltern waren der damalige Oberstleutnant Georg von Fichte und Charlotte Rindfleisch. Von 1907 bis 1914 wurde er in den Kadettenkorps in Karlsruhe, Bensberg und Groß-Lichterfelde erzogen.
Von 1914 bis 1918 nahm Fichte am Ersten Weltkrieg teil. 1915 wurde er zum preußischen Leutnant ernannt. 1919 beteiligte er sich an den Freikorpskämpfen im Baltikum. 1919 oder 1920 schloss er sich der Marine-Brigade Ehrhardt an. Von 1923 bis 1926 war Fichte einer der Führer des Bundes Wiking.
Zum 1. September 1928 trat Fichte in die NSDAP ein (Mitgliedsnummer 98.474). In der SA wurde er 1929 Adjutant des OSAF-Stellvertreters West Kurt von Ulrich. Von 1930 bis 1932 fungierte er als SA-Gruppenführer. Diese Funktion übte er in der Gruppe West mit Sitz in Koblenz aus und kurzzeitig bei der Gruppe Nordwest in Düsseldorf.
Im August 1930 heiratete Fichte in Stein bei Königsbrunn Ehrengard von Graevenitz, die Ehe wurde bereits im Dezember 1931 wieder geschieden. Frau von Graevenitz trug auch wieder ihren Geburtsnamen und war als Krankenschwester beim Roten Kreuz tätig, zuletzt als Oberin in Berlin-Lichterfelde. Aus dieser Verbindung gab es keine Kinder.
Von Mitte Mai 1933 bis Juni 1934 amtierte Fichte als Polizeipräsident von Erfurt, zunächst als Stellvertreter, ab Ende September 1933 nach Befürwortung durch den Regierungspräsidenten als Polizeipräsident und Bestallung durch den Preußischen Minister des Innern, vertreten durch Staatssekretär Ludwig Grauert. Während der Röhm-Affäre wurde Fichte am 2. Juli 1934 in Berlin bei Göring verhaftet und bis 16. Juli 1934 im KZ Lichtenburg festgehalten. Bereits am 7. Juli 1934 wurde er auf Befehl Adolf Hitlers aus der SA ausgeschlossen und seines Amtes als Polizeipräsident enthoben. Fichte lebte anschließend zeitweise in Koblenz, unter anderem beim Regierungspräsidenten von Ditfurth. Außerdem betätigte er sich als Schriftsteller. Fichte war dann amtlich Polizeipräsident i. R. und erhielt zwischenzeitlich 1935 eine Notstandsbeihilfe, nachfolgend ein Wartegeld, respektive eine Ruhegehalt, galt formell als Wartestandsbeamter.

## Schriften
- Morgentor der Freiheit. Eine Dichtung aus deutschen Schicksalstagen. 1934.
- Die Sage des Petersklosters zu Erfurt. 1934.
- Spukflieger. 1940. (1942 nachgedruckt als Der Spukflieger)

## Aktenbestand
- Dokumente (1933 bis 1937) beim Thüringischen Staatsarchiv Gotha (Titel: Regierung Erfurt Nr. 10788, Bl. ff.)

## Zeitgenössische Literatur
- Baldur von Schirach: Die Pioniere des Dritten Reiches. Zentralstelle f. d. dt. Freiheitskampf (Verlag), Essen 1933. (Mit Porträt als SA-Oberführer). Auszug, (propagandistisch gesprägte Schrift)